# 59. ročník udílení Zlatých glóbů
59. ročník udílení Zlatých glóbů probíhal dne 20. ledna 2002. Nominace byly oznámeny dne 20. prosince 2001. Nejvíce nominací obdržely snímky Moulin Rouge! a Čistá duše, celkem 6.

## Vítězové a nominovaní

### Filmové počiny.
| Nejlepší film (drama) | Nejlepší film (komedie / muzikál) |
| --- | --- |
| - Čistá duše - Mulholland Drive - Muž, který nebyl - Pán prstenů: Společenstvo Prstenu - V ložnici | - Moulin Rouge! - Deník Bridget Jonesové - Shrek - Gosford Park - Pravá blondýnka |
| Nejlepší herec (drama) | Nejlepší herečka (drama) |
| - Russell Crowe – Čistá duše - Denzel Washington – Training Day - Will Smith – Ali - Billy Bob Thornton – Muž, který nebyl - Kevin Spacey – Ostrovní zprávy | - Sissy Spacek – V ložnici - Halle Berryová – Ples příšer - Judi Dench jako Iris Murdoch – Iris - Nicole Kidmanová – Ti druzí - Tilda Swinton – Temná voda |
| Nejlepší herec (komedie / muzikál) | Nejlepší herečka (komedie / muzikál) |
| - Gene Hackman – Taková zvláštní rodinka - Hugh Jackman – Kate a Leopold - Ewan McGregor – Moulin Rouge! - John Cameron Mitchell – Hedwig a Angry Inch - Billy Bob Thornton – Banditi                                                                            | - Nicole Kidman – Moulin Rouge! - Thora Birch – Přízračný svět - Cate Blanchett – Banditi - Reese Witherspoonová – Pravá blondýnka - Renée Zellweger – Deník Bridget Jonesové |
| Nejlepší herec ve vedlejší roli | Nejlepší herečka ve vedlejší roli |
| - Jim Broadbent – Iris - Ben Kingsley – Sexy bestie - Hayden Christensen – Dům života - Jon Voight – Ali - Jude Law – A.I. Umělá inteligence | - Jennifer Connelly – Čistá duše - Helen Mirren – Gosford Park - Cameron Diaz – Vanilkové nebe - Marisa Tomei – V ložnici - Kate Winslet – Iris - Maggie Smith – Gosford Park |
| Nejlepší režie | Nejlepší scénář |
| - Robert Altman – Gosford Park - Ron Howard – Čistá duše - Peter Jackson – Pán prstenů: Společenstvo Prstenu - Baz Luhrmann – Moulin Rouge! - David Lynch – Mulholland Drive - Steven Spielberg – A.I. Umělá inteligence                                         | Akiva Goldsman – Čistá duše - Julian Fellowes – Gosford Park - Joel Coen a Ethan Cen – Muž, který nebyl - Christopher Nolan – Memento - David Lynch – Mulholland Drive |
| Nejlepší filmová píseň | Nejlepší hudba |
| - „Until...“ – Sting– Kate a Leopold - „May It Be“ – Enya – Pán prstenů: Společenstvo Prstenu - „There You'll Be“ – Faith Hill– Pearl Harbor - „Come What May“ – Nicole Kidman a Ewan McGregor – Moulin Rouge! - „Vanilla Sky“ – Paul McCartney – Vanilkové nebe | - Craig Armstrong – Moulin Rouge! - Pieter Bourke a Lisa Gerrard – Ali - Howard Shore – Pán prstenů: Společenstvo Prstenu - John Williams – A.I. Umělá inteligence - Christopher Young –Ostrovní zprávy - Hans Zimmer – Pearl Harbor - Angelo Badalamenti – Mulholland Drive - James Horner – Čistá duše |
| Nejlepší cizojazyčný film | |
| Země nikoho (Bosna a Hercegovina) - Amélie z Montmartru (Francie) - Mexická jízda (Mexiko) - V žáru slunce (Brazílie) - Bouřlivá svatba (Indie) | |

### Televizní počiny
| Nejlepší televizní seriál (drama) | Nejlepší televizní seriál (komedie) |
| --- | --- |
| - Odpočívej v pokoji - 24 hodin - Alias - Kriminálka Las Vegas - Západní křídlo - Rodina Sopránů | - Sex ve městě - Frasier - Ally McBealová - Přátelé - Will a Grace |
| Nejlepší herec v seriálu (drama) | Nejlepší herečka v seriálu (drama) |
| - Kiefer Sutherland jako Jack Bauer – 24 hodin - Simon Baker jako Patrick Jane – Ten, kdo tě chrání - James Gandolfini jako Tony Soprano – Rodina Sopránů - Peter Krause jako Nate Fisher – Odpočívej v pokoji - Martin Sheen jako Josiah Bartlet – Západní křídlo            | - Jennifer Garnerová jako Sydney Bristow – Alias - Edie Falco jako Carmela Soprano – Rodina Sopránů - Marg Helgenberger jako Catherine Willows – Kriminálka Las Vegas - Lorraine Bracco jako Jennifer Melfi – Rodina Sopránů - Lauren Graham jako Lorelai Gilmore – Gilmorova děvčata - Amy Brenneman jako soudkyně Amy Gray – Soudkyně Amy - Sela Ward jako Lily Manning – Druhá šance |
| Nejlepší herec v seriálu (komedie / muzikál) | Nejlepší herečka v seriálu (komedie / muzikál) |
| - Charlie Sheen jako Charlie Crawford – Všichni starostovi muži - Tom Cavanagh jako Ed Stevens – Ed - Kelsey Grammer jako Dr. Frasier Crane – Frasier - Frankie Muniz jako Malcolm – Malcolm v nesnázích - Eric McCormack jako Will Truman – Will a Grace                     | - Sarah Jessica Parker jako Carrie Bradshawová– Sex ve městě - Debra Messing jako Grace Adler – Will a Grace - Jane Kaczmareková jako Lois Wilkerson – Malcolm v nesnázích - Calista Flockhart jako Ally McBealová – Ally McBealová - Heather Locklear jako Cailin Moore – Všichni starostovi muži                                                                                      |
| Nejlepší minisérie nebo TV film | |
| Bratrstvo neohrožených - Deník Anne Frankové - Konference ve Wannsee - Já a mé přízraky - Vtip | |
| Nejlepší herec v minisérii nebo TV filmu | Nejlepší herečka v minisérii nebo TV filmu |
| James Franco jako James Dean – James Dean - Kenneth Branagh jako Reinhard Heydrich – Konference ve Wannsee - Ben Kingsley jako Otto Frank – Deník Anne Frankové - Damian Lewis jako Richard Winters – Bratrstvo neohrožených - Barry Pepper jako Roger Maris – 61*            | Judy Davisová jako Judy Garland – Já a mé přízraky - Bridget Fonda – Podivné dítě - Julianna Margulies jako Morgaine– Mlhy Avalonu - Leelee Sobieski jako Tosia Altman – Vzpoura - Hannah Taylor-Gordon – Deník Anne Frankové - Emma Thompson jako Vivian Bearing – Vtip |
| Nejlepší vedlejší herec v seriálu, minisérii nebo TV filmu | Nejlepší vedlejší herečka v seriálu, minisérii nebo TV filmu |
| Stanley Tucci jako Adolf Eichman – Konference ve Wannsee - Sean Hayes jako Jack McFarland – Will a Grace - John Corbett jako Aidan Shaw – Sex ve městě - Ron Livingston jako Captain Lewis Nixon – Bratrstvo neohrožených - Bradley Whitford jako Josh Lyman – Západní křídlo | - Rachel Griffiths jako Sarah walker Laurent – Odpočívej v pokoji - Jennifer Aniston jako Rachel Green – Přátelé - Tammy Blanchard jako Judy Garland – Já a mé přízraky - Megan Mullally jako Karen Walker – Will a Grace - Allison Janney jako C.J. Cregg – Západní křídlo |